# كأس الإمبراطور 2003
كأس الإمبراطور 2003 (باليابانية: 第83回天皇杯全日本サッカー選手権大会) هو الموسم 83 من كأس الإمبراطور. فاز فيه جوبيلو إيواتا.